# لويجي روفاتي
لويجي روفاتي (بالإيطالية: Luigi Rovati)‏ (24 نوفمبر 1904 – 8 مارس 1989) هو ملاكم إيطالي راحل، مثّل بلاده في الألعاب الأولمبية الصيفية 1932.

## روابط خارجية
لويجي روفاتي على موقع بوكس ريك (الإنجليزية) (registration required)
- لويجي روفاتي على موقع اللجنة الأولمبية الدولية (الإنجليزية)
- لويجي روفاتي على موقع أوليمبيديا (الإنجليزية)
- لويجي روفاتي على موقع اللجنة الأولمبية الإيطالية (الإيطالية)